# Naissance en 913
Naissance
- 909
- 910
- 911
- 912
- 913
- 914
- 915
- 916
- 917

Cette page dresse une liste de personnalités nées au cours de  l'année 913 :
- Arnulf II de Bavière, comte palatin de Bavière.
- Shabbethai Donnolo, le plus vieil auteur connu de traités de médecine parmi les Juifs.
- Al-Mansur, calife fatimide.
- Wu Hanyue (en), mère de Qian Chu (en), roi de Wuyue (Période des Cinq Dynasties et des Dix Royaumes).

date incertaine (vers 913)
- Gerberge de Saxe, duchesse de Lotharingie et reine de France.

## Crédit d'auteurs
- Cet article est partiellement ou en totalité issu de l'article intitulé « 913 » (voir la liste des auteurs).